# Stadtkyll
Stadtkyll là một đô thị thuộc bang Trier region và huyện Vulkaneifel trong bang Rhineland-Palatinate, phía tây nước Đức. Đô thị này có diện tích 20,78 km², dân số thời điểm ngày 31 tháng 12 năm 2006 là 1529 người.